# Берграйнфельд
Берграйнфельд (нем. Bergrheinfeld) — община в Германии, в земле Бавария. 
Подчиняется административному округу Нижняя Франкония. Входит в состав района Швайнфурт.  Население составляет 5092 человека (на 31 декабря 2010 года). Занимает площадь 19,87 км².
Община подразделяется на 2 сельских округа.

## Население
По оценке на 31 декабря 2015 года население общины Берграйнфельд составляет 5334 чел. 

| Дата      | 1840 | 1871 | 1900 | 1925 | 1939 | 1950 | 1961 | 1970 | 1987 | 2011 |
| --------- | ---- | ---- | ---- | ---- | ---- | ---- | ---- | ---- | ---- | ---- |
| Население | 1111 | 1065 | 1211 | 1526 | 2646 | 3160 | 3790 | 4410 | 4456 | 5103 |

| Год       | 1960 | 1970 | 1980 | 1990 | 2000 | 2009 | 2010 | 2011 | 2012 | 2013 | 2014 | 2015 |
| --------- | ---- | ---- | ---- | ---- | ---- | ---- | ---- | ---- | ---- | ---- | ---- | ---- |
| Население | 3792 | 4341 | 4540 | 4607 | 5067 | 5108 | 5092 | 5141 | 5157 | 5125 | 5223 | 5334 |